# Hungduan

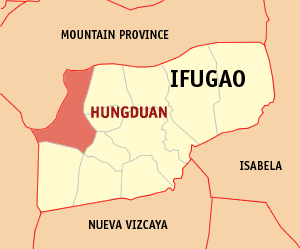
Bản đồ Ifugao với vị trí của Hungduan

Hungduan là một đô thị hạng 5 ở tỉnh Ifugao, Philippines. Theo điều tra dân số năm 2000 của Philipin, đô thị này có dân số 9.380 người trong 1.699 hộ.

## Các đơn vị hành chính
Hungduan được chia ra 9 barangay.
- Abatan
- Bangbang
- Maggok
- Poblacion
- Bokiawan
- Hapao
- Lubo-ong
- Nungulunan
- Ba-ang